# 光背

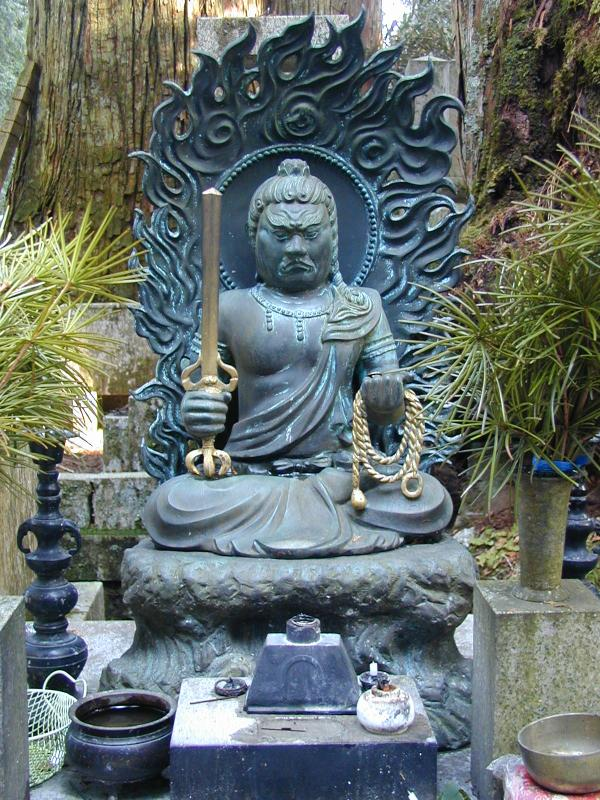
不動明王の火焔光背（高野山）

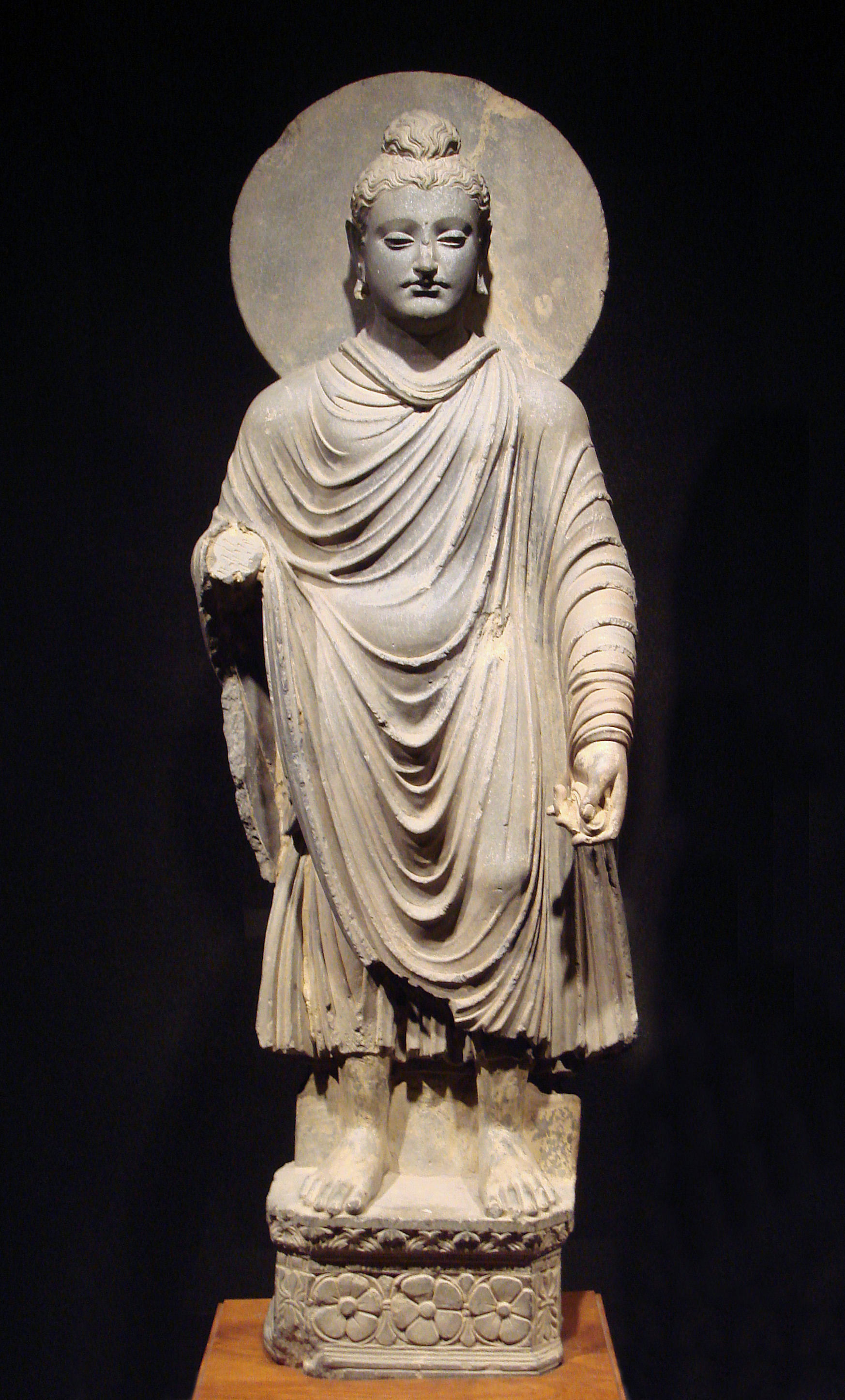
初期の仏教美術の例。ガンダーラ仏に見られる頭光。

光背（こうはい）とは、仏像、仏画などの仏教美術や、キリスト教美術などにおいて、神仏や聖人の体から発せられる光明を視覚的に表現したものである。

## 分類

### 仏教
後光とも呼ばれる。仏教美術における光背は、インド仏教では頭部の背後にある頭光（ずこう）に始まり、その後体全体を覆う挙身光（きょうしんこう）が生まれた。仏教が東伝するにつれて、頭と身体のそれぞれに光背を表す二重円光があらわれ、中国仏教や日本仏教において様々な形状が発達した。日本では胴体部の背後の光背を身光（しんこう）と呼んでいる。
形状による分類として、光を輪であらわした円光（輪光）、二重の輪で表した二重円光、またそれら円光から線が放たれている放射光、蓮華の花びらを表した舟形光背（舟御光）や唐草光、宝珠の形をした宝珠光、飛天が配せられているものを飛天光、多数の化仏を配置した千仏光、不動明王などのように炎を表した火焔光などがある。

### その他の宗教
これらの光輪は、仏教に限らずキリスト教の聖人図画などにも見受けられ、宗教全体で普遍的なものであると考えられており、仏教以前のゾロアスター教のミスラ神の頭部にはすでに放射状の光が表現されている。

### その他の風習など
ネイティブアメリカンの権威ある者や戦士が頭に着ける羽根冠(ウォーボンネット)も元来は放射光状の光背を顕していると伝わっている。

## ギャラリー

### 仏教美術

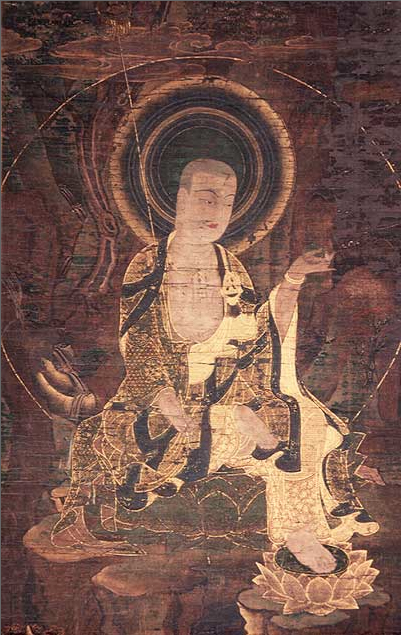
輪光 絹本著色地蔵菩薩像 （瀧谷寺）
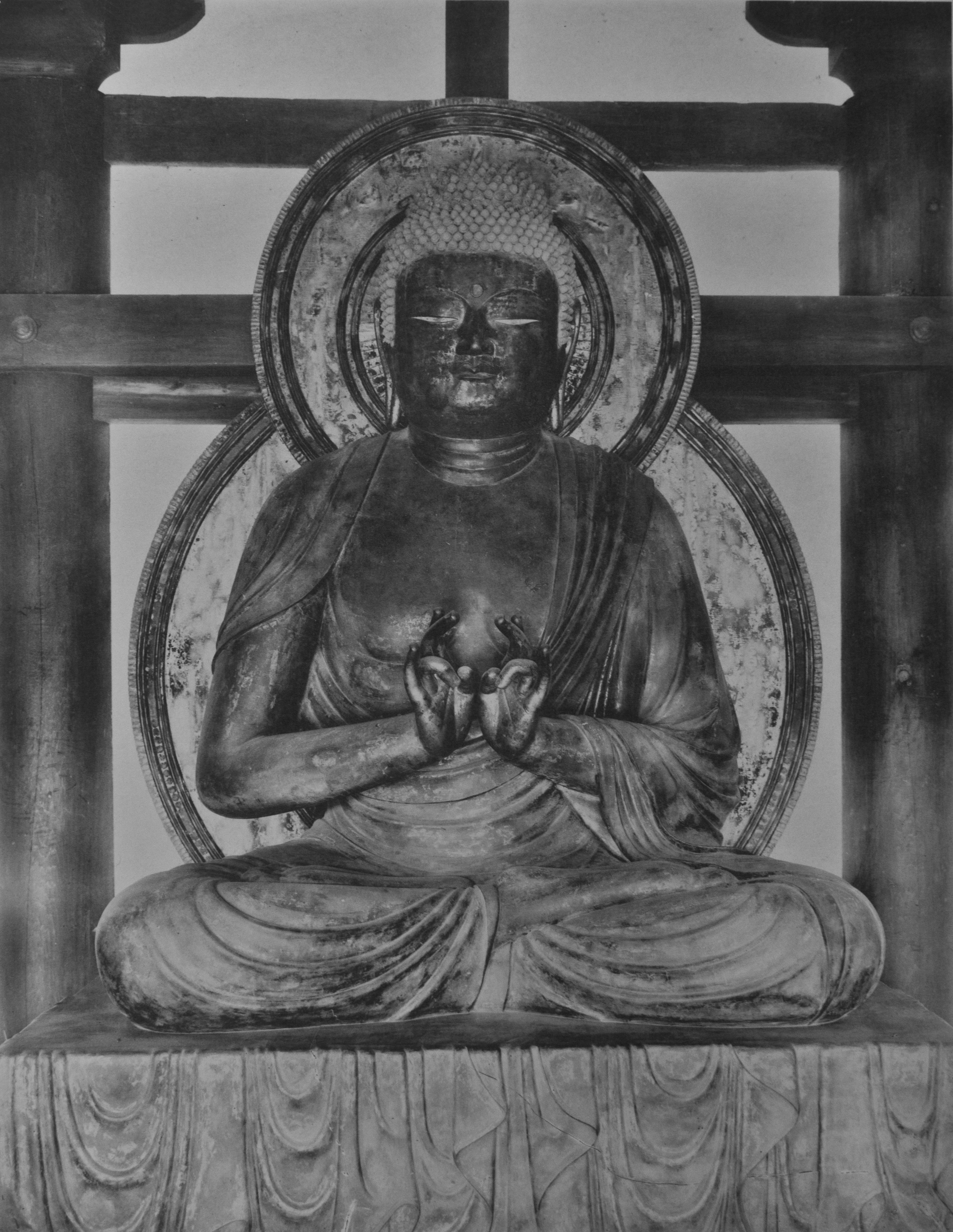
二重円光 阿弥陀如来坐像 （広隆寺）
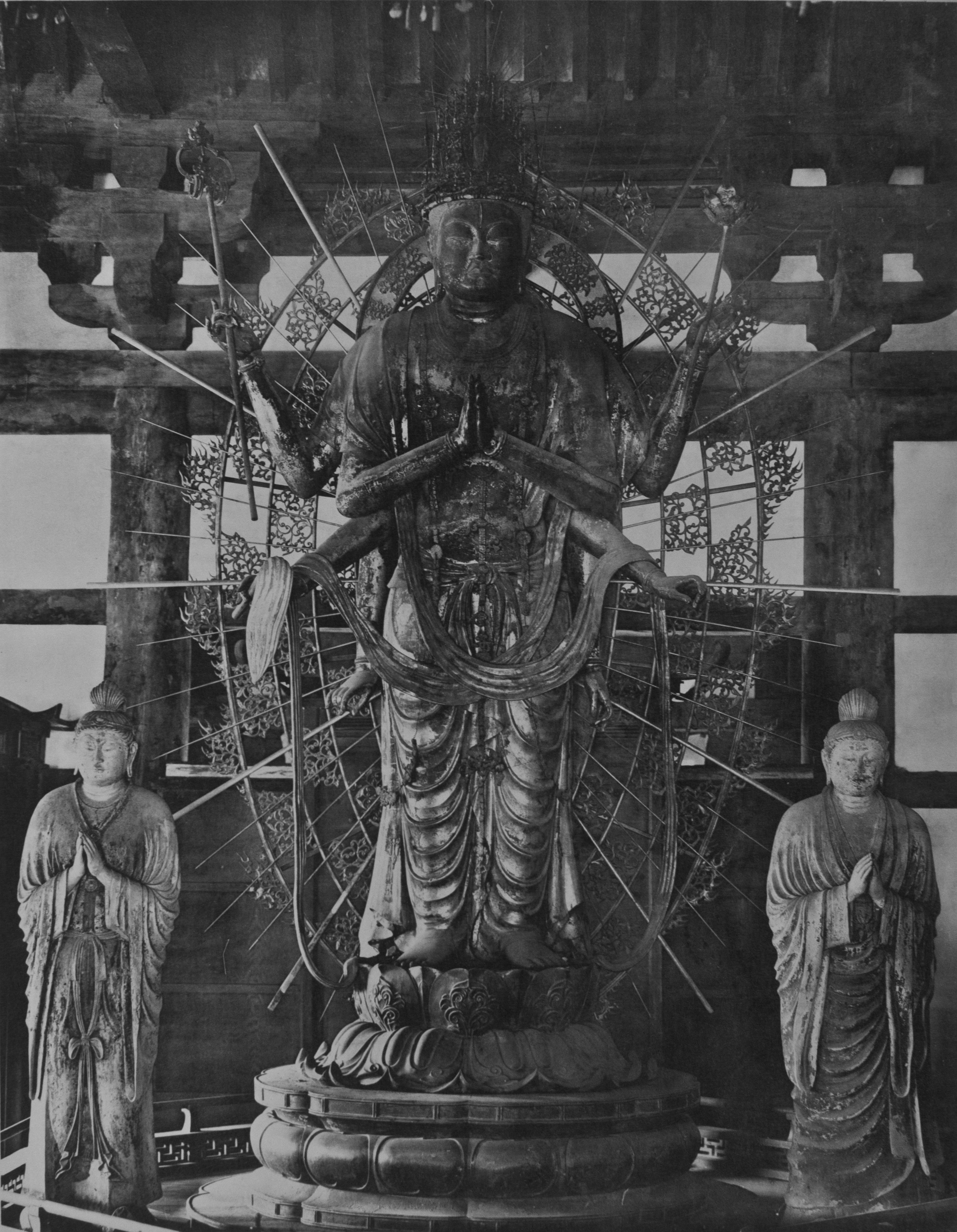
放射光 不空羂索観音立像 （東大寺法華堂）
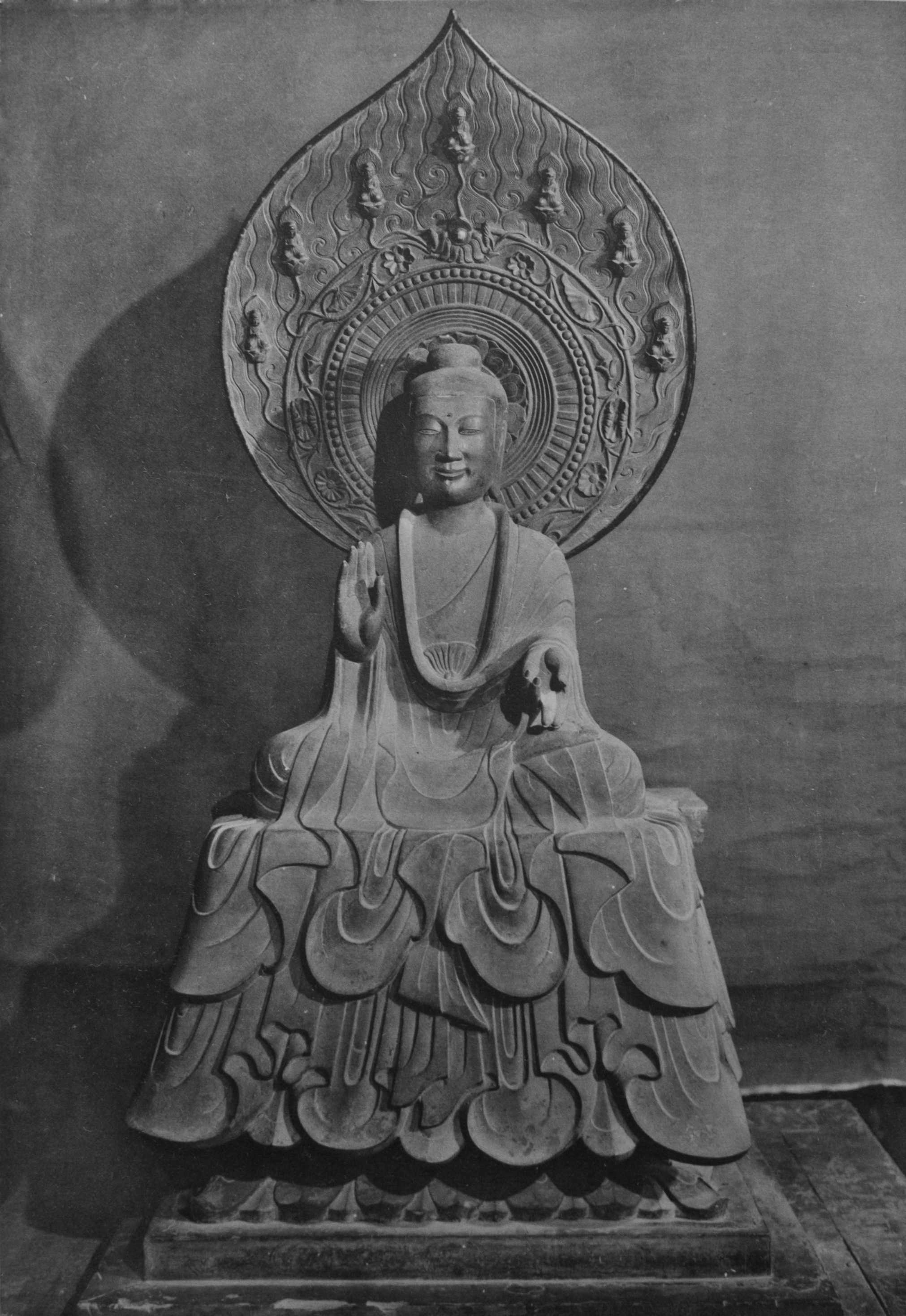
宝珠光 薬師如来坐像【光背銘】 （法隆寺金堂）
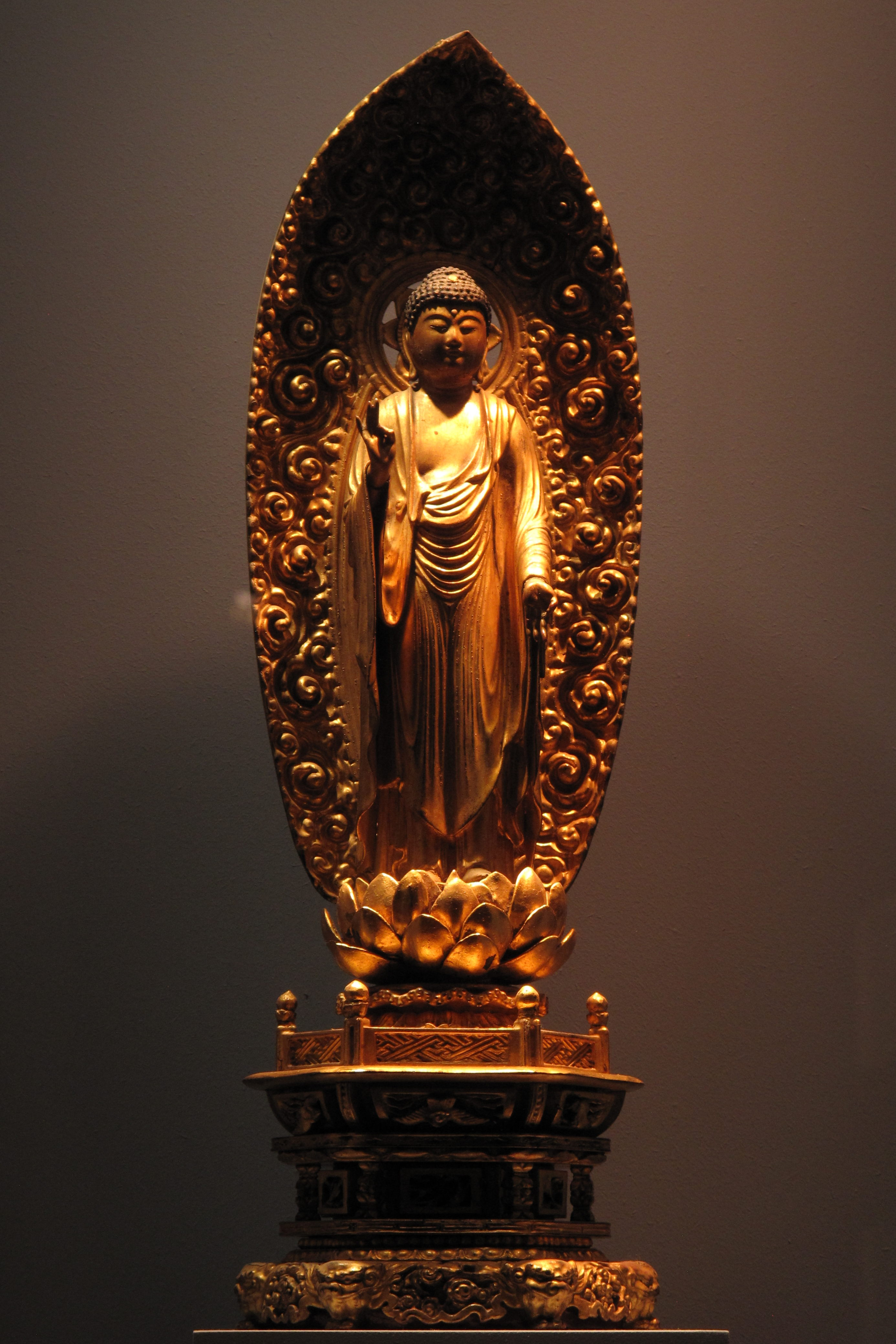
舟形光背 阿弥陀如来立像 （ベルン歴史博物館蔵）
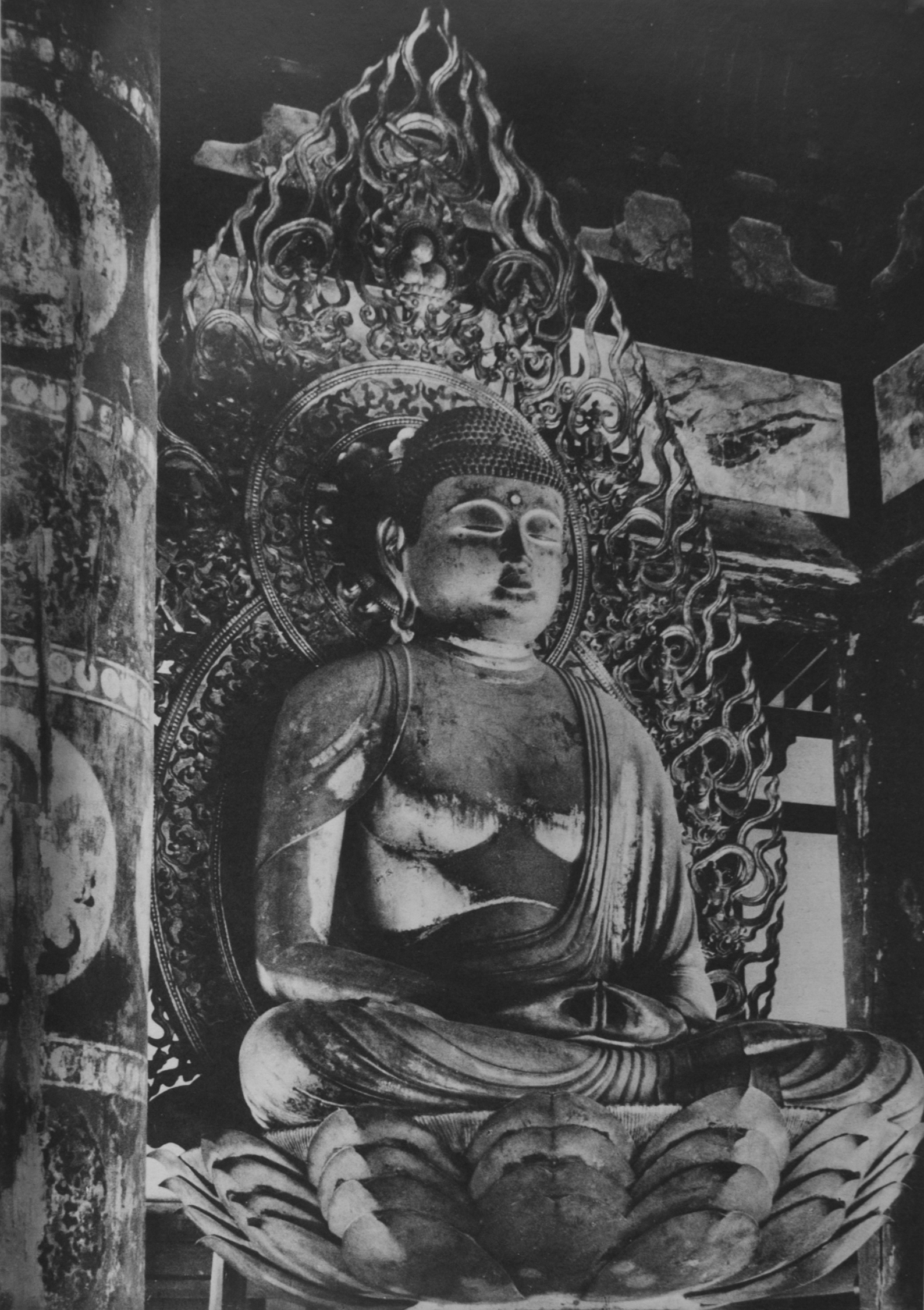
飛天光 阿弥陀如来坐像 （法界寺阿弥陀堂）
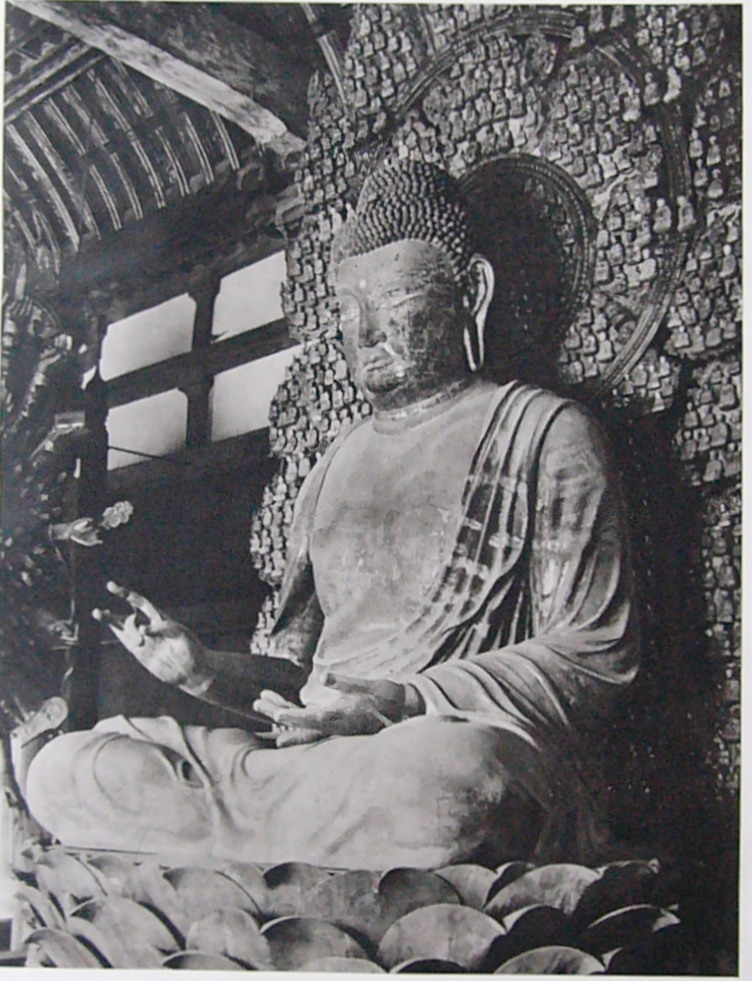
千仏光 盧遮那仏坐像 （唐招提寺金堂）
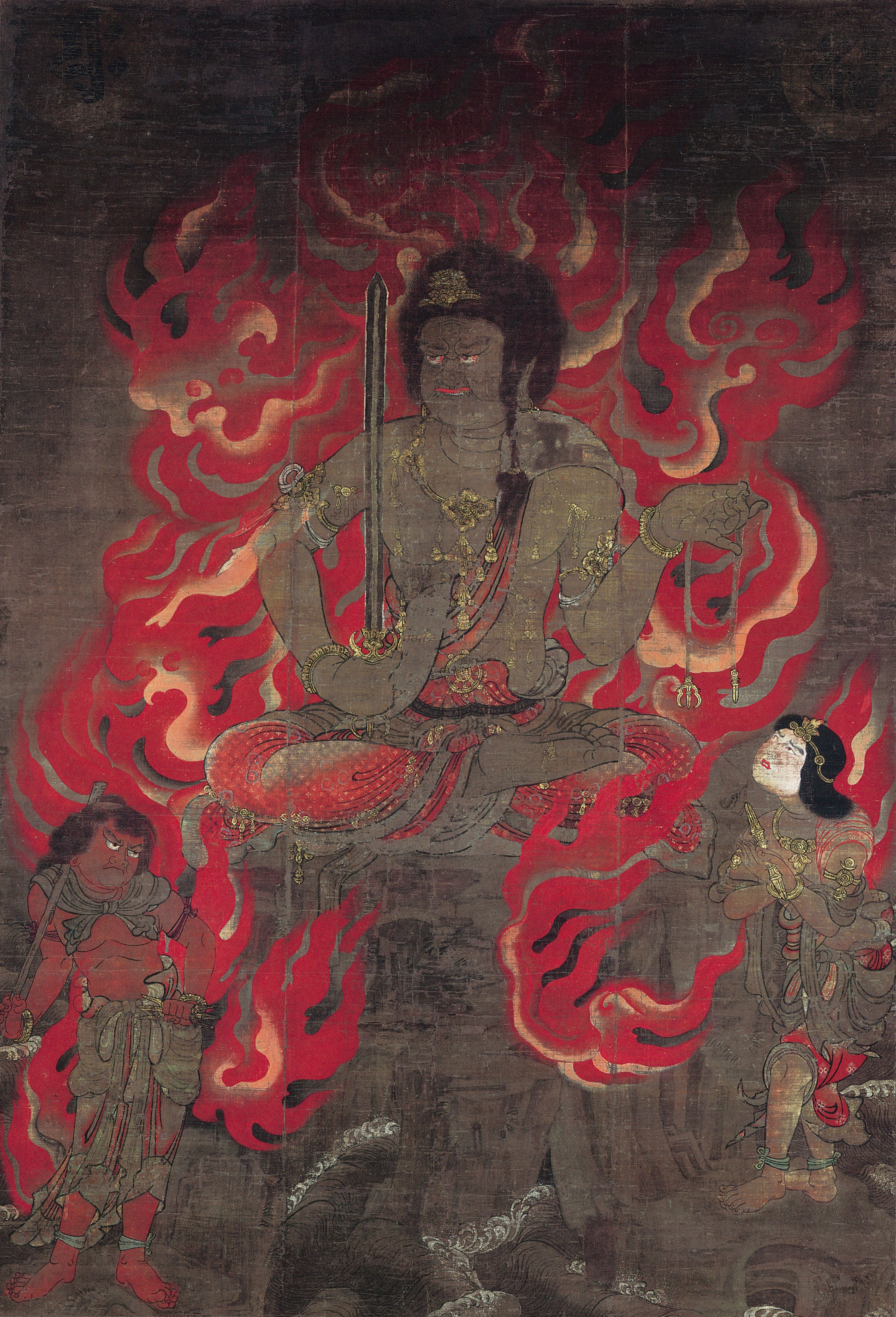
火焔光 絹本著色不動明王像 （醍醐寺）

### その他の宗教

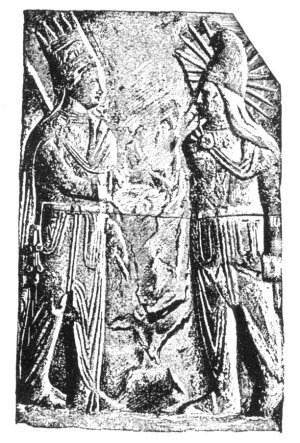
紀元前69-31年 ゾロアスター教の光明神ミスラ(右)
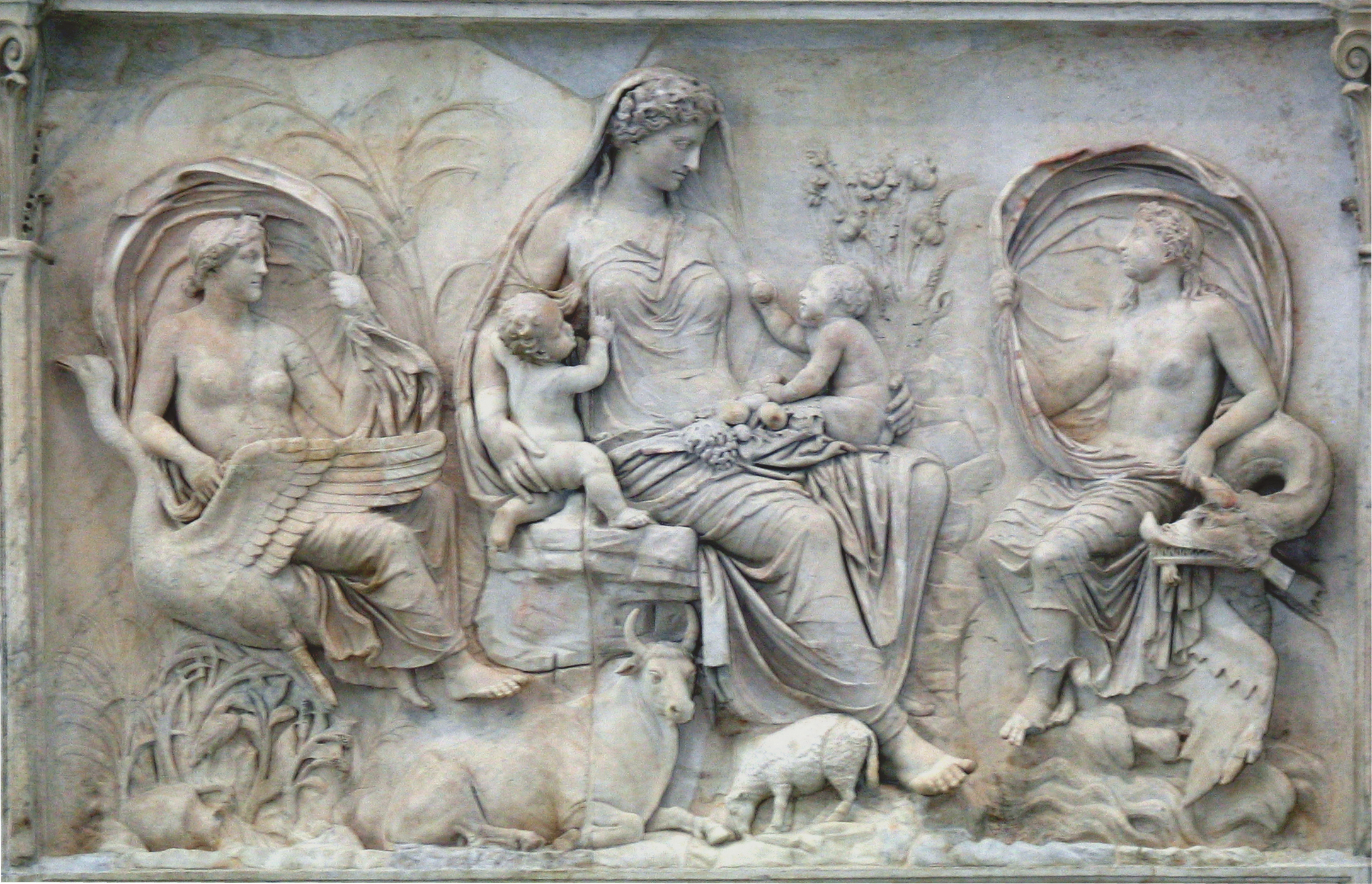
古代ローマ（1世紀後期）、平和の女神パークスの祭壇アラ・パキスにある大地の女神テルスのパネル。女神のベールがアーチ状になるようになっている。こういった様式を『Velificatio』という。
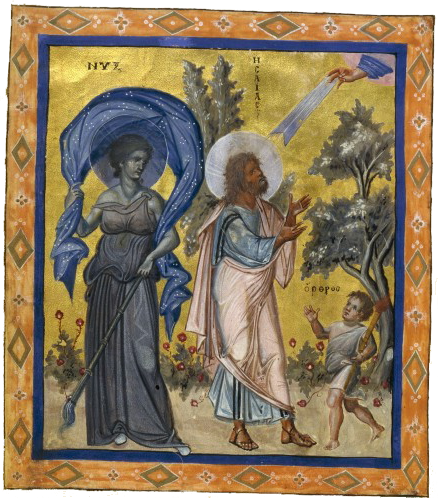
Velificatioとヘイロー(頭光)の例。10世紀、予言者イザヤの傍に表れる夜の女神ニュクス
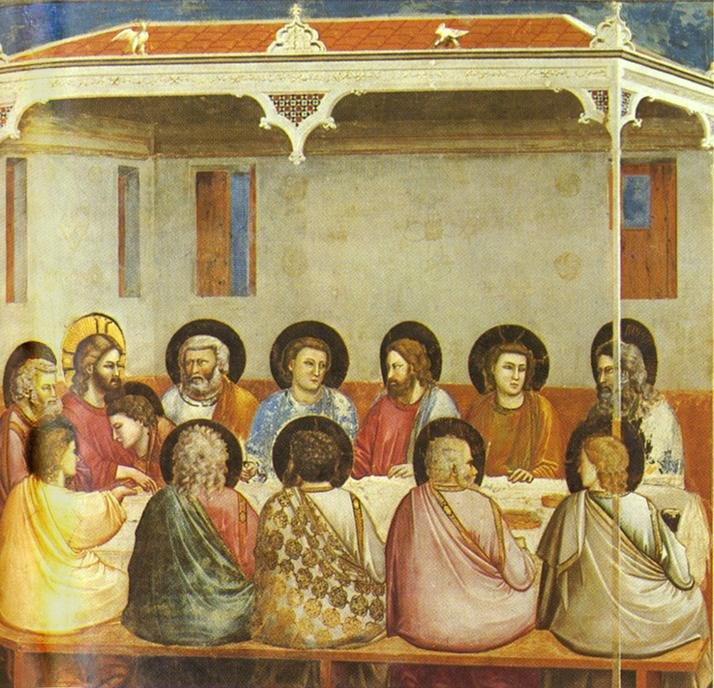
ヘイローの例。
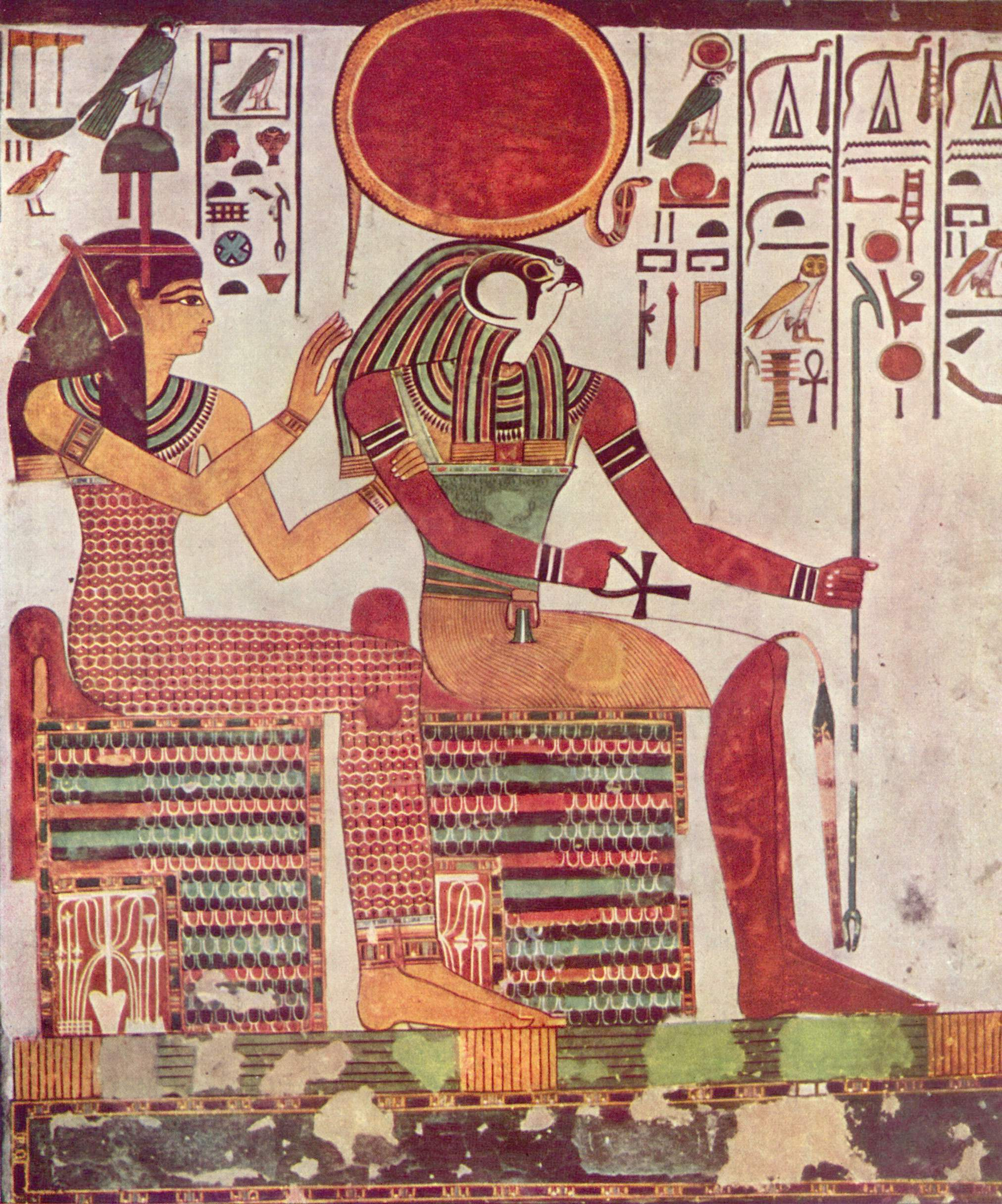
紀元前1235年の太陽神ラーの壁画
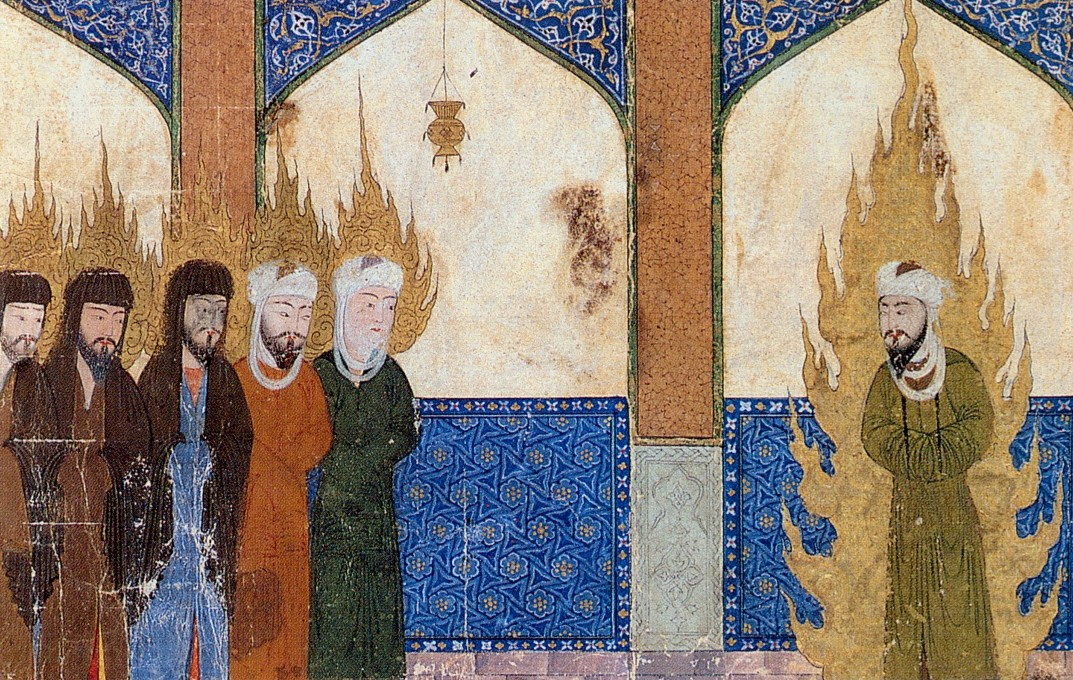
中世ペルシアの絵。アブラハムら預言者たちを率いるムハンマド
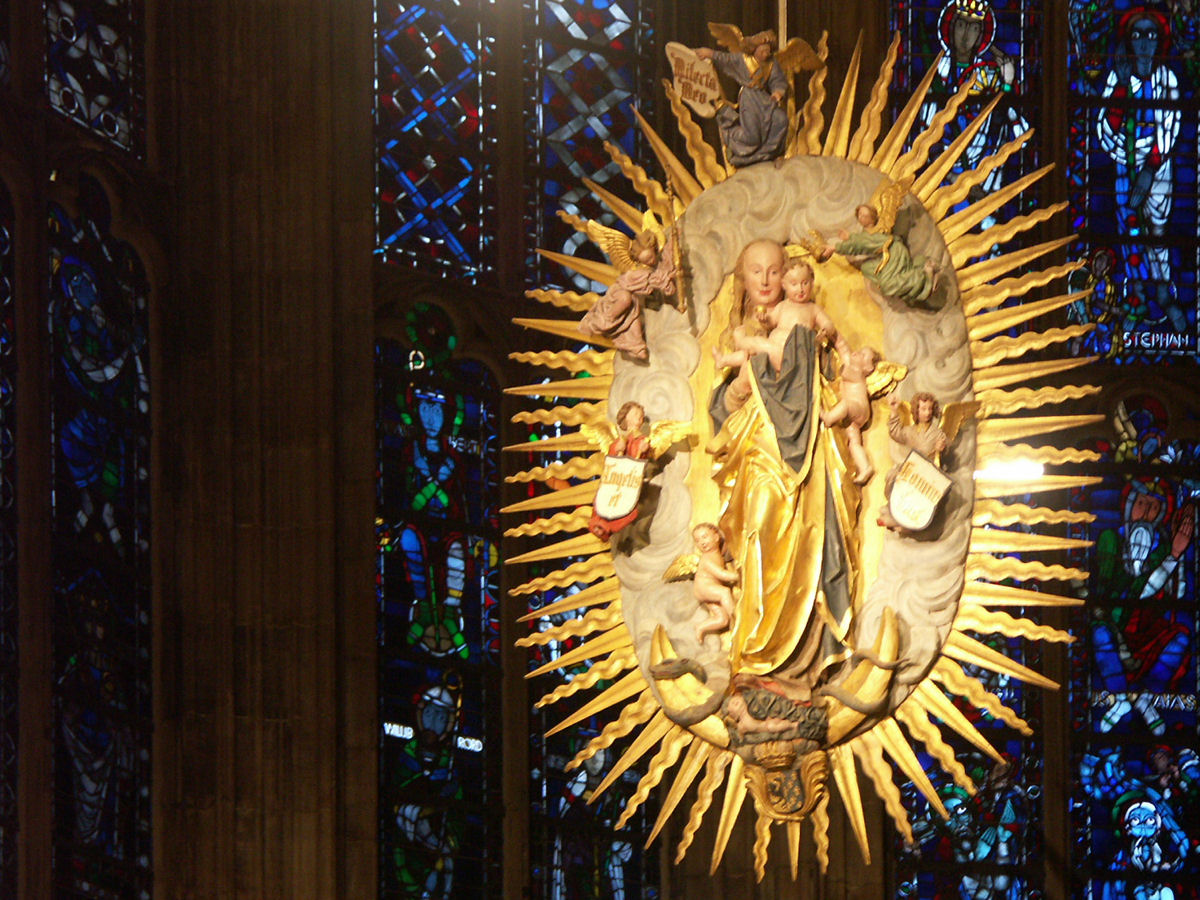
アーヘン大聖堂の聖母子像
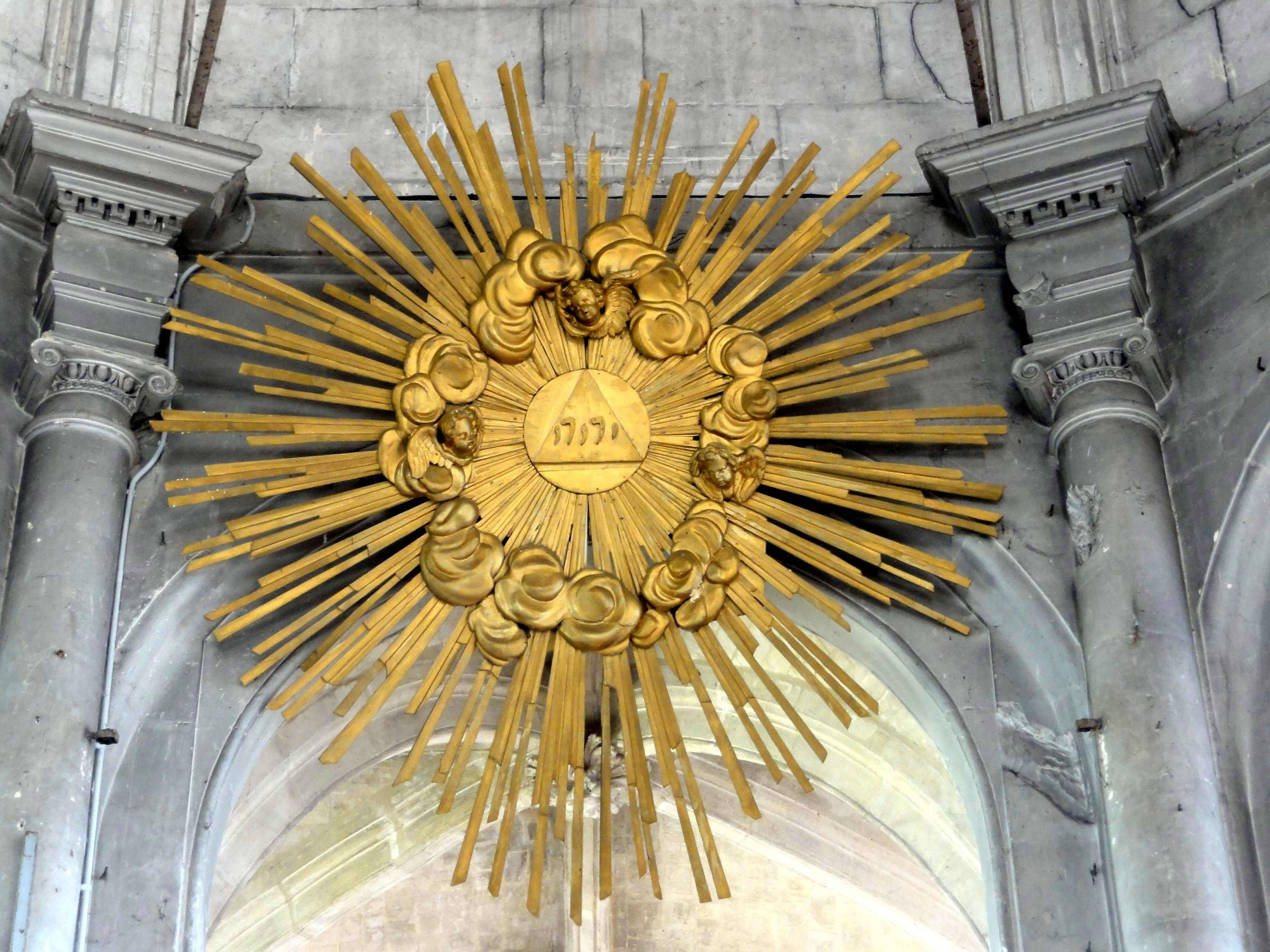
グローリー飾り（フランス語版）(マレイユ＝アン＝フランス（フランス語版）のサン・マルタン教会)
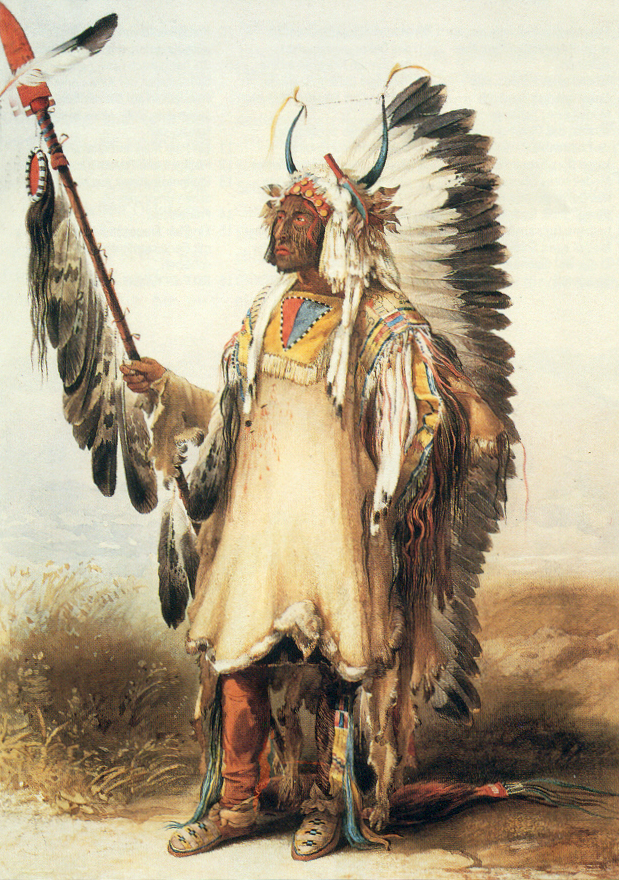
アメリカ先住民のウォーボンネット

### 参照
1. 1 2  仏教美術事典、297頁。
2. ↑  仏教美術事典、298頁。